# اندیس آنومالی کولیت
آنومالی کولیت یک اندیس چندفلزی است که در حوالی شهر مریوان استان کردستان قرار دارد و مادهٔ معدنی موجود در آن، طلا است.  